# Себастьян Прієто (тенісист)
Себастьян Прієто (ісп. Sebastián Prieto; нар. 19 травня 1975) — колишній аргентинський тенісист.
Найвищу одиночну позицію світового рейтингу — 137 місце досяг 18 травня 1998, парну — 22 місце — 10 липня 2006 року.
Здобув 3 одиночні та 10 парних титулів.
Найвищим досягненням на турнірах Великого шолома був чвертьфінал в парному розряді.

## Фінали турнірів ATP за кар'єру

### Парний розряд: 26 (10–16)
| Легенда                         |
| ------------------------------- |
| Турніри Великого шлема (0–0)    |
| Фінали Світового туру ATP (0–0) |
| Серія Мастерс ATP (0–0)         |
| Серія турнірів ATP (1–0)        |
| Світова серія ATP (9–16)        |

| Фінали за покриттям |
| ------------------- |
| Тверде (0–1)        |
| Ґрунт (10–15)       |
| Трава (0–0)         |
| Килим (0–0)         |

| Фінали за типом корту  |
| ---------------------- |
| Відкритий корт (10–15) |
| Закритий корт (0–1)    |

| Результат | W/L   | Дата     | Турнір                      | Покриття | Партнер           | Суперники                               | Рахунок            |
| --------- | ----- | -------- | --------------------------- | -------- | ----------------- | --------------------------------------- | ------------------ |
| Поразка   | 0–1   | Сер 1996 | Сан-Марино, Сан-Марино      | Ґрунт    | Маріано Худ       | Пабло Альбано Лукас Арнольд Кер         | 1–6, 3–6           |
| Поразка   | 0–2   | Сер 1998 | Сан-Марино, Сан-Марино      | Ґрунт    | Маріано Худ       | Їржі Новак (тенісист) Давід Рікл        | 4–6, 6–7           |
| Перемога  | 1–2   | Лис 1998 | Сантьяго, Чилі              | Ґрунт    | Маріано Худ       | Массімо Бертоліні Девін Бовен           | 7–6, 6–7, 7–6      |
| Перемога  | 2–2   | Жов 1999 | Палермо, Італія             | Ґрунт    | Маріано Худ       | Лен Бейл Альберто Мартін                | 6–3, 6–1           |
| Перемога  | 3–2   | Січ 2001 | Богота, Колумбія            | Ґрунт    | Маріано Худ       | Мартін Родрігес Андре Са                | 6–2, 6–4           |
| Поразка   | 3–3   | Лют 2001 | Вінья-дель-Мар, Чилі        | Ґрунт    | Маріано Худ       | Томас Карбонелл Лукас Арнольд Кер       | 4–6, 6–2, 3–6      |
| Поразка   | 3–4   | Лют 2001 | Буенос-Айрес, Аргентина     | Ґрунт    | Маріано Худ       | Томас Карбонелл Лукас Арнольд Кер       | 7–5, 5–7, 6–7(5–7) |
| Перемога  | 4–4   | Лют 2003 | Буенос-Айрес, Аргентина     | Ґрунт    | Маріано Худ       | Лукас Арнольд Кер Давід Налбандян       | 6–2, 6–2           |
| Поразка   | 4–5   | Тра 2004 | Барселона, Іспанія          | Ґрунт    | Маріано Худ       | Марк Ноулз (тенісист) Деніел Нестор     | 6–4, 3–6, 4–6      |
| Поразка   | 4–6   | Сер 2004 | Orange Warsaw Open, Польща  | Ґрунт    | Мартін Гарсія     | Франтішек Чермак Леош Фридль            | 6–2, 2–6, 3–6      |
| Поразка   | 4–7   | Лют 2005 | Буенос-Айрес, Аргентина     | Ґрунт    | Хосе Акасусо      | Франтішек Чермак Леош Фридль            | 2–6, 5–7           |
| Поразка   | 4–8   | Лип 2005 | Swedish Open, Швеція        | Ґрунт    | Хосе Акасусо      | Йонас Бйоркман Йоахім Йоханссон         | 2–6, 3–6           |
| Перемога  | 5–8   | Лип 2005 | Штутгарт, Німеччина         | Ґрунт    | Хосе Акасусо      | Маріано Худ Томмі Робредо               | 7–6(7–4), 6–3      |
| Поразка   | 5–9   | Сер 2005 | Orange Warsaw Open, Польща  | Ґрунт    | Лукас Арнольд Кер | Маріуш Фирстенберг Марцин Матковський   | 6–7(7–9), 4–6      |
| Перемога  | 6–9   | Вер 2005 | Бухарест, Румунія           | Ґрунт    | Хосе Акасусо      | Віктор Генеску Андрей Павел             | 6–3, 4–6, 6–3      |
| Поразка   | 6–10  | Жов 2005 | Мец, Франція                | Тверде   | Хосе Акасусо      | Мікаель Льодра Фабріс Санторо           | 2–5, 5–3, 4–5(4–7) |
| Перемога  | 7–10  | Січ 2006 | Вінья-дель-Мар, Чилі        | Ґрунт    | Хосе Акасусо      | Франтішек Чермак Леош Фридль            | 7–6(7–2), 6–4      |
| Поразка   | 7–11  | Сер 2006 | Orange Warsaw Open, Польща  | Ґрунт    | Мартін Гарсія     | Франтішек Чермак Леош Фридль            | 3–6, 5–7           |
| Перемога  | 8–11  | Лют 2007 | Буенос-Айрес, Аргентина (2) | Ґрунт    | Мартін Гарсія     | Альберт Монтаньєс Рубен Рамірес Ідальго | 6–4, 6–2           |
| Поразка   | 8–12  | Кві 2007 | Валенсія, Іспанія           | Ґрунт    | Їв Аллегро        | Веслі Муді Тодд Перрі                   | 5–7, 5–7           |
| Поразка   | 8–13  | Тра 2007 | Estoril Open, Португалія    | Ґрунт    | Мартін Гарсія     | Марсело Мело Андре Са                   | 6–3, 2–6, [6–10]   |
| Поразка   | 8–14  | Лип 2007 | Swedish Open, Швеція        | Ґрунт    | Мартін Гарсія     | Сімон Аспелін Юліан Ноул                | 2–6, 4–6           |
| Поразка   | 8–15  | Сер 2007 | Orange Warsaw Open, Польща  | Ґрунт    | Мартін Гарсія     | Маріуш Фирстенберг Марцин Матковський   | 1–6, 1–6           |
| Поразка   | 8–16  | Вер 2007 | Бухарест, Румунія           | Ґрунт    | Мартін Гарсія     | Олівер Марах Міхал Мертиняк             | 6–7(2–7), 6–7(10)  |
| Перемога  | 9–16  | Лют 2008 | Вінья-дель-Мар, Чилі (2)    | Ґрунт    | Хосе Акасусо      | Максімо Гонсалес Хуан Монако            | 6–1, 3–0, ret.     |
| Перемога  | 10–16 | Лют 2010 | Буенос-Айрес, Аргентина (3) | Ґрунт    | Орасіо Себальйос  | Зімон Гройль Петер Лучак                | 7–6(7–4), 6–3      |

## Фінали ATP Челленджер і ITF Ф'ючерс

### Одиночний розряд: 6 (4–2)
| Легенда              |
| -------------------- |
| ATP Челленджер (3–2) |
| ITF Ф'ючерс (1–0)    |

| Фінали за покриттям |
| ------------------- |
| Тверде (0–0)        |
| Ґрунт (4–2)         |
| Трава (0–0)         |
| Килим (0–0)         |

| Результат | В-П | Дата     | Турнір                     | Рівень     | Покриття | Суперник           | Рахунок            |
| --------- | --- | -------- | -------------------------- | ---------- | -------- | ------------------ | ------------------ |
| Поразка   | 0–1 | Чер 1997 | Калі, Колумбія             | Челленджер | Ґрунт    | Рамон Дельгадо     | 3–6, 6–1, 6–7      |
| Перемога  | 1–1 | Жов 1998 | Сантьяго, Чилі             | Челленджер | Ґрунт    | Петер Весселс      | 7–5, 6–4           |
| Перемога  | 2–1 | Вер 1999 | Севілья, Іспанія           | Челленджер | Ґрунт    | Хакобо Діас        | 4–6, 6–2, 6–1      |
| Поразка   | 2–2 | Лис 2000 | Сантьяго, Чилі             | Челленджер | Ґрунт    | Дієго Мояно        | 3–6, 2–6           |
| Перемога  | 3–2 | Жов 2001 | Бразиліа, Бразилія         | Челленджер | Ґрунт    | Себастьєн де Шонак | 6–4, 4–6, 7–6(8–6) |
| Перемога  | 4–2 | Лис 2003 | Аргентина F5, Буенос-Айрес | Ф'ючерс    | Ґрунт    | Жуліо Сілва        | 2–6, 7–6(8–6), 6–4 |

### Парний розряд: 38 (28–10)
| Легенда               |
| --------------------- |
| ATP Челленджер (28–8) |
| ITF Ф'ючерс (0–2)     |

| Фінали за покриттям |
| ------------------- |
| Тверде (4–2)        |
| Ґрунт (24–8)        |
| Трава (0–0)         |
| Килим (0–0)         |

| Результат | В-П   | Дата     | Турнір                              | Рівень     | Покриття | Партнер                  | Суперники                                       | Рахунок               |
| --------- | ----- | -------- | ----------------------------------- | ---------- | -------- | ------------------------ | ----------------------------------------------- | --------------------- |
| Перемога  | 1–0   | Сер 1997 | Мерано, Італія                      | Челленджер | Ґрунт    | Маріано Худ              | Крістіан Бранді Філіппо Мессорі                 | 6–1, 4–6, 7–6         |
| Перемога  | 2–0   | Сер 1997 | Санта-Крус-де-ла-Сьєрра, Болівія    | Челленджер | Ґрунт    | Маріано Худ              | Егберту Калдас Адріану Феррейра                 | 7–6, 4–6, 6–3         |
| Перемога  | 3–0   | Жов 1997 | Ліма, Перу                          | Челленджер | Ґрунт    | Маріано Худ              | Кріс Ґоссенс Джимі Шиманскі                     | 6–2, 6–1              |
| Поразка   | 3–1   | Лис 1997 | Palmar, Пуерто-Рико                 | Челленджер | Ґрунт    | Маріано Худ              | Лукас Арнольд Кер Даніель Оршанік               | 5–7, 6–3, 3–6         |
| Перемога  | 4–1   | Гру 1997 | Сантьяго, Чилі                      | Челленджер | Ґрунт    | Маріано Худ              | Дієго дель Ріо Маріано Пуерта                   | 7–5, 6–1              |
| Поразка   | 4–2   | Бер 1998 | Салінас, Еквадор                    | Челленджер | Тверде   | Маріано Худ              | Девід Ділуша Майкл Селл                         | 6–7, 4–6              |
| Поразка   | 4–3   | Сер 1998 | Схевенінген, Нідерланди             | Челленджер | Ґрунт    | Мартін Родрігес          | Агустін Кальєрі Тобіас Гільдебранд              | 2–6, 6–3, 2–6         |
| Перемога  | 5–3   | Сер 1998 | Познань, Польща                     | Челленджер | Ґрунт    | Мартін Родрігес          | Крістіан Бранді Марсіу Карлссон                 | 6–3, 6–4              |
| Поразка   | 5–4   | Гру 1998 | Гвадалахара (Мексика), Мексика      | Челленджер | Ґрунт    | Мартін Гарсія            | Сандер Гройн Алі Хамадех                        | 4–6, 2–6              |
| Перемога  | 6–4   | Бер 1999 | Салінас, Еквадор                    | Челленджер | Тверде   | Маріано Худ              | Лукас Арнольд Кер Даніель Оршанік               | 6–2, 7–6              |
| Перемога  | 7–4   | Кві 1999 | Ніцца, Франція                      | Челленджер | Ґрунт    | Мартін Гарсія            | Томаш Цибулець Леош Фридль                      | 7–6, 6–4              |
| Перемога  | 8–4   | Чер 1999 | Мая, Португалія                     | Челленджер | Ґрунт    | Маріано Худ              | Емануел Коуту Бернардо Мота                     | 6–2, 6–0              |
| Поразка   | 8–5   | Жов 1999 | Сан-Паулу, Бразилія                 | Челленджер | Ґрунт    | Маріано Худ              | Жайме Онсінс Даніель Оршанік                    | 2–6, 2–6              |
| Поразка   | 8–6   | Жов 1999 | Ліма, Перу                          | Челленджер | Ґрунт    | Маріано Худ              | Пабло Альбано Мартін Гарсія                     | 6–7, 6–3, 3–6         |
| Поразка   | 8–7   | Вер 2000 | Скоп'є, Республіка Македонія        | Челленджер | Ґрунт    | Деян Петрович (тенісист) | Енцо Артоні Серхіо Ройтман                      | 5–7, 7–5, 3–6         |
| Перемога  | 9–7   | Жов 2000 | Сан-Паулу, Бразилія                 | Челленджер | Ґрунт    | Маріано Худ              | Томас Беренд Херман Пуентес                     | 6–3, 7–6(8–6)         |
| Поразка   | 9–8   | Лип 2001 | Венеція, Італія                     | Челленджер | Ґрунт    | Луїс Орна                | Марк Мерклейн Мітч Спренгелмеєр                 | 4–6, 6–7(7–9)         |
| Перемога  | 10–8  | Бер 2002 | Сан-Луїс-Потосі, Бразилія           | Челленджер | Ґрунт    | Ігнасіо Ірігоєн          | Дік Норман Орлін Станойчев                      | без гри               |
| Поразка   | 10–9  | Тра 2002 | Любляна, Словенія                   | Челленджер | Ґрунт    | Луїс Орна                | Едгардо Масса Маріано Худ                       | 5–7, 1–6              |
| Поразка   | 10–10 | Тра 2002 | Будапешт, Угорщина                  | Челленджер | Ґрунт    | Маріано Худ              | Кароль Бек Ярослав Левинський                   | 6–3, 4–6, 1–6         |
| Поразка   | 10–11 | Чер 2002 | Простейов, Чехія                    | Челленджер | Ґрунт    | Маріано Худ              | Франтішек Чермак Ота Фукарек                    | 3–6, 6–7(5–7)         |
| Поразка   | 10–12 | Лип 2002 | Схевенінген, Нідерланди             | Челленджер | Ґрунт    | Маріано Худ              | Едвін Кемпес Мартін Веркерк                     | 4–6, 4–6              |
| Перемога  | 11–12 | Вер 2002 | Мая (антична міфологія), Португалія | Челленджер | Ґрунт    | Серхіо Ройтман           | Пол Бакканелло Тодд Перрі                       | 6–4, 6–4              |
| Перемога  | 12–12 | Лис 2002 | Сан-Паулу, Бразилія                 | Челленджер | Ґрунт    | Маріано Худ              | Луїс Орна Серхіо Ройтман                        | 6–3, 6–4              |
| Перемога  | 13–12 | Бер 2003 | Салінас, Еквадор                    | Челленджер | Тверде   | Мартін Гарсія            | Міхаель Кольманн Харел Леві                     | без гри               |
| Перемога  | 14–12 | Бер 2003 | Барлетта, Італія                    | Челленджер | Ґрунт    | Серхіо Ройтман           | Массімо Бертоліні Джорджо Галімберті            | 6–3, 3–6, 6–3         |
| Поразка   | 14–13 | Тра 2003 | Прага, Чехія                        | Челленджер | Ґрунт    | Мартін Гарсія            | Томаш Бердих Міхал Навратіл                     | 4–6, 6–3, 4–6         |
| Перемога  | 15–13 | Чер 2003 | Брауншвейг, Німеччина               | Челленджер | Ґрунт    | Джим Томас               | Хуан Ігнасіо Карраско Альберт Монтаньєс         | 4–6, 6–1, 6–4         |
| Поразка   | 15–14 | Лис 2003 | Аргентина F6, Буенос-Айрес          | Ф'ючерс    | Ґрунт    | Дієго дель Ріо           | Ґуставо Маркассіо Андрес Шнейтер                | 2–6, 7–6(7–2), 4–6    |
| Перемога  | 16–14 | Кві 2005 | Пейджет, Бермудські Острови         | Челленджер | Ґрунт    | Джордан Керр             | Міхал Табара Томаш Зіб                          | без гри               |
| Перемога  | 17–14 | Тра 2005 | Прага, Чехія                        | Челленджер | Ґрунт    | Джордан Керр             | Тревіс Перротт Рогір Вассен                     | 6–4, 6–3              |
| Поразка   | 17–15 | Вер 2005 | Щецин, Польща                       | Челленджер | Ґрунт    | Агустін Кальєрі          | Маріуш Фирстенберг Марцин Матковський           | 2–6, 4–6              |
| Перемога  | 18–15 | Лис 2005 | Буенос-Айрес, Аргентина             | Челленджер | Ґрунт    | Лукас Арнольд Кер        | Рубен Рамірес Ідальго Сантьяго Вентура Бертомеу | 6–0, 6–4              |
| Поразка   | 18–16 | Бер 2007 | Санрайз, США                        | Челленджер | Тверде   | Хуан Мартін дель Потро   | Константінос Ікономідіс Крістоф Вліген          | 3–6, 4–6              |
| Перемога  | 19–16 | Жов 2008 | Андрезьє-Бутеон, Франція            | Челленджер | Тверде   | Мартін Гарсія            | Хосе Акасусо Дієго Гартфілд                     | 6–3, 6–1              |
| Перемога  | 20–16 | Лис 2007 | Буенос-Айрес, Аргентина             | Челленджер | Ґрунт    | Марсело Мело             | Бріан Дабуль Максімо Гонсалес                   | 6–4, 7–6(7–0)         |
| Перемога  | 21–16 | Жов 2008 | Буенос-Айрес, Аргентина             | Челленджер | Ґрунт    | Максімо Гонсалес         | Томас Беллуччі Рубен Рамірес Ідальго            | 7–5, 6–3              |
| Перемога  | 22–16 | Лис 2008 | Ліма, Перу                          | Челленджер | Ґрунт    | Луїс Орна                | Рамон Дельгадо Жуліо Сілва                      | 6–3, 6–3              |
| Перемога  | 23–16 | Бер 2009 | Сантьяго, Чилі                      | Челленджер | Ґрунт    | Орасіо Себальйос         | Рожеріу Дутра Сілва Флавіо Саретта              | 7–6(7–2), 6–2         |
| Перемога  | 24–16 | Бер 2009 | Богота, Колумбія                    | Челленджер | Ґрунт    | Орасіо Себальйос         | Александер Пея Фернандо Вісенте                 | 4–6, 6–1, [11–9]      |
| Перемога  | 25–16 | Лип 2009 | Богота, Колумбія                    | Челленджер | Ґрунт    | Орасіо Себальйос         | Маркуш Даніел Рікардо Мелло                     | 6–4, 7–5              |
| Перемога  | 26–16 | Сер 2009 | Сан-Марино, Сан-Марино              | Челленджер | Ґрунт    | Лукас Арнольд Кер        | Юган Брунстрем Жан-Жульєн Роєр                  | 7–6(7–4), 2–6, [10–7] |
| Перемога  | 27–16 | Вер 2009 | Калі, Колумбія                      | Челленджер | Ґрунт    | Орасіо Себальйос         | Рікардо Хосевар Жоао Соуза                      | 4–6, 6–3, [10–5]      |
| Перемога  | 28–16 | Січ 2010 | Сан-Паулу, Бразилія                 | Челленджер | Тверде   | Бріан Дабуль             | Томаш Беднарек Матеуш Ковальчик                 | 6–3, 6–3              |
| Поразка   | 28–17 | Жов 2010 | Монтевідео, Уругвай                 | Челленджер | Ґрунт    | Максімо Гонсалес         | Карлос Берлок Бріан Дабуль                      | 5–7, 3–6              |
| Поразка   | 28–18 | Сер 2011 | Аргентина F11, Неукен (місто)       | Ф'ючерс    | Ґрунт    | Фабрісіо Бурдіссо        | Валентін Флорес Хуан Васкес-Валенсуела          | 7–5, 2–6, [8–10]      |

## Досягнення
| W | Ф | ПФ | ЧФ | #Р | КТ | К# | P# | DNQ | A | Z# | PO | G | S | B | NMS | NTI | P | NH |

### Одиночний розряд
| Турніри Великого шлему                 |     |     |     |     |     |     |       |     |     |
| Відкритий чемпіонат Австралії з тенісу |     | К1р | К2р |     |     | К1р | 0 / 0 | 0–0 | –   |
| Відкритий чемпіонат Франції з тенісу   | К1р | К1р | К3р |     |     |     | 0 / 0 | 0–0 | –   |
| Вімблдонський турнір                   |     | К1р | К1р |     | К1р |     | 0 / 0 | 0–0 | –   |
| Відкритий чемпіонат США з тенісу       | К2р | К2р | К1р |     | К1р | К1р | 0 / 0 | 0–0 | –   |
| В-П                                    | 0–0 | 0–0 | 0–0 | 0–0 | 0–0 | 0–0 | 0 / 0 | 0–0 | –   |
| Тур ATP Мастерс 1000                   |     |     |     |     |     |     |       |     |     |
| Відкритий чемпіонат Маямі з тенісу     | 3р  | К1р | К1р |     |     |     | 0 / 1 | 1–1 | 50% |
| Монте-Карло                            |     | 1р  |     |     |     |     | 0 / 1 | 0–1 | 0%  |
| В-П                                    | 1–1 | 0–1 | 0–0 | 0–0 | 0–0 | 0–0 | 0 / 2 | 1–2 | 33% |

### Парний розряд
| Турніри Великого шлему                 |                  |                  |                  |                  |     |     |     |     |     |     |     |     |     |        |       |     |
| Відкритий чемпіонат Австралії з тенісу |                  | 1р               | 1р               | 1р               |     | 1р  | 2р  | 2р  | 3р  | 1р  |     | 1р  | 1р  | 0 / 10 | 4–10  | 29% |
| Відкритий чемпіонат Франції з тенісу   | 3р               | 3р               | 1р               | 1р               | 3р  | ЧФ  | 2р  | 1р  | 2р  | 2р  | 2р  | 1р  | 1р  | 0 / 13 | 13–13 | 0%  |
| Вімблдонський турнір                   | 1р               | 1р               | 1р               |                  | 1р  | 2р  | 2р  | 1р  | 3р  | 2р  | 1р  | 1р  | 1р  | 0 / 12 | 5–12  | 29% |
| Відкритий чемпіонат США з тенісу       | 1р               | 2р               | 2р               | 1р               | 1р  | 3р  | 1р  | 2р  | 1р  | 1р  | 1р  | 1р  |     | 0 / 12 | 5–12  | 29% |
| В-П                                    | 2–3              | 3–4              | 1–4              | 0–3              | 2–3 | 6–4 | 3–4 | 2–4 | 5–4 | 2–4 | 1–3 | 0–4 | 0–3 | 0 / 47 | 27–47 | 36% |
| Тур ATP Мастерс 1000                   |                  |                  |                  |                  |     |     |     |     |     |     |     |     |     |        |       |     |
| Індіан-Веллс                           |                  |                  |                  |                  |     |     | 2р  | 1р  | 1р  | 1р  | 1р  |     |     | 0 / 5  | 1–5   | 17% |
| Відкритий чемпіонат Маямі з тенісу     | 3р               | 1р               | 2р               | 1р               |     |     | 1р  | 1р  | 1р  | 1р  | 1р  |     |     | 0 / 9  | 3–9   | 25% |
| Монте-Карло                            |                  | 1р               |                  | К2р              |     |     | 1р  |     | ПФ  |     | 1р  |     |     | 0 / 4  | 3–4   | 43% |
| Рим                                    |                  |                  |                  | 2р               |     |     | 1р  |     | 2р  | 1р  |     |     |     | 0 / 4  | 2–4   | 33% |
| Гамбург                                |                  |                  |                  |                  |     |     | 2р  |     | 1р  |     |     | НСМ | НСМ | 0 / 2  | 1–2   | 33% |
| Мадрид                                 | Не серія Мастерс | Не серія Мастерс | Не серія Мастерс | Не серія Мастерс |     |     |     |     | 1р  |     |     |     |     | 0 / 1  | 0–1   | 0%  |
| Мастерс Канада                         |                  |                  |                  |                  |     |     |     |     | 2р  |     |     |     |     | 0 / 1  | 1–1   | 50% |
| Мастерс Цинциннаті                     |                  |                  |                  |                  |     |     |     |     | 2р  |     |     |     |     | 0 / 1  | 1–1   | 50% |
| Париж                                  |                  |                  |                  |                  |     |     |     | 1р  |     |     |     |     |     | 0 / 1  | 0–1   | 0%  |
| В-П                                    | 2–1              | 0–2              | 1–1              | 1–2              | 0–0 | 0–0 | 2–5 | 0–3 | 6–8 | 0–3 | 0–3 | 0–0 | 0–0 | 0 / 28 | 12–28 | 30% |